# The Gift (2000)
The Gift is een Amerikaanse bovennatuurlijke thriller uit 2000 onder regie van Sam Raimi. De film en de acteurs werden genomineerd voor onder meer vijf Saturn Awards, een Independent Spirit Award en de Taurus World Stunt Award voor beste vuurstunt.

## Verhaal
Annie Wilson is een jonge vrouw met een paranormale gave. Via kaartlezen ziet zij wat er in het leven van anderen gebeurt en aan de hand daarvan probeert ze regelmatig een handje te helpen. Deze bemoeienissen worden haar niet door iedereen in dank afgenomen. Wanneer ze een van haar buurvrouwen aanraadt weg te vluchten voor de mishandelingen van haar brute echtgenoot, krijgt ze al snel doodsbedreigingen. De man wordt er ook van verdacht iets te maken te hebben met de verdwijning van een mooie jonge vrouw. Het onderzoeksteam roept de hulp van Annie in, die daardoor haar leven op het spel zet.

## Rolverdeling
| Acteur           | Personage                |
| ---------------- | ------------------------ |
| Cate Blanchett   | Annabelle 'Annie' Wilson |
| Katie Holmes     | Jessica King             |
| Keanu Reeves     | Donnie Barksdale         |
| Giovanni Ribisi  | Buddy Cole               |
| Greg Kinnear     | Wayne Collins            |
| Michael Jeter    | Gerald Weems             |
| Kim Dickens      | Linda                    |
| Gary Cole        | David Duncan             |
| Rosemary Harris  | Annie's granny           |
| J.K. Simmons     | Sheriff Pearl Johnson    |
| Chelcie Ross     | Kenneth King             |
| John Beasley     | Albert Hawkins           |
| Lynnsee Provence | Mike Wilson              |
| Hunter McGilvray | Miller Wilson            |